# Al-Hakam I

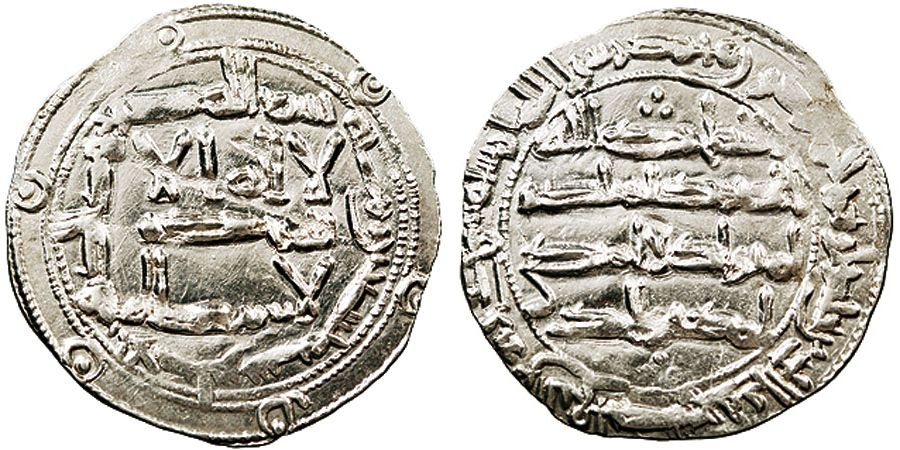
Munten geslagen onder Al-Hakam I

Al-Hakam Ibn Hisham Ibn Abd-ar-Rahman I (770 - 822) was de derde emir van de Moorse Omajjaden van Córdoba van 796 tot zijn dood in 822. Hij was de zoon van Hisham I. Tijdens zijn regering onderdrukte hij verschillende opstanden in de noordelijke marken van Al-Andalus en in Cordoba zelf regeerde hij met ijzeren hand, waaraan hij zijn bijnaam 'de Verschrikkelijke' te danken heeft.

## Troonopvolging
Al-Hakam werd door zijn vader aangeduid als opvolger in plaats van zijn oudere broer Abd al-Malik. Bij de dood van Hisham I was hij 26 jaar oud en hij kreeg af te rekenen met intriges van zijn ooms Suleiman en Abd Allah. Zij ageerden jarenlang tegen het bewind van hun neef. Suleiman werd na een mislukte opstand in 800 gevangen genomen en onthoofd. Met Abd Allah kwam Al-Hakam tot een vergelijk en hij stelde hem aan als heerser van Valencia.

## Opstanden in het noorden
In 796 riep Bahlul ibn Marzuk de onafhankelijkheid van Zaragoza uit. Een eerste poging om hem te verdrijven door de generaals van de oude emir mislukte. Na zijn troonsbestijging stuurde Al-Hakam een leger uit Cordoba dat er in slaagde Zaragoza te veroveren en Bahlul te doen vluchten. In 800 greep hij echter opnieuw de macht, ditmaal in Huesca. Al-Hakam stuurde zijn trouwe vazal, de muwallad Amrus ibn Yusuf (ook Ammorroz genaamd) in 802 naar het noorden; vanuit Zaragoza moest hij de opstand van Bahlul neerslaan. Amrus slaagde daar in met harde hand en bouwde een vestingstad, Tudela, om Zaragoza voor aanvallen uit het noorden te beschermen. In 812 werd Amrus benoemd tot gouverneur van dat gebied. 
Deze voortdurende vetes en opstanden beletten Al-Hakam om de christenen in het noorden van het Iberisch schiereiland aan te vallen. In deze reconquista-strijd profiteerde Alfons II van Asturië hiervan om in 798 Lissabon in te nemen, en in 801 viel ook Barcelona in handen van de christenen.

## Opstand in Cordoba
Al-Hakam was niet populair, onder meer door de hoge belastingen die hij hief. Hij kon immers niet terugvallen op de inkomsten van plundertochten in de christelijke landen zoals zijn voorgangers. In 805 werd een complot tegen hem verijdeld. Hij liet de 75 gevatte samenzweerders kruisigen. In 818 ontstond in El Arrabal, een wijk van Cordoba, een volksopstand tegen een nieuwe reeks belastingen. Al-Hakam stuurde zijn leger de wijk in en liet die met de grond gelijk maken. Honderden opstandelingen werden gekruisigd en duizenden gedeporteerd naar Marokko.
Toen Al-Hakam I in 822 overleed, werd dit nieuws verwelkomd door de bevolking van Cordoba. Hij werd opgevolgd door zijn dertigjarige zoon Abd ar-Rahman II.